# Gloster F.5/34
Gloster F.5/34 là một loại máy bay tiêm kích của Anh trong thập niên 1930.

## Tính năng kỹ chiến thuật (F.5/34)

Gloster F.5/34

Dữ liệu lấy từ The Complete Book of Fighters
Đặc điểm tổng quát
- Kíp lái: 1
- Chiều dài: 32 ft (9,76 m)
- Sải cánh: 38 ft 2 in (11,63 m)
- Chiều cao: 10 ft 2 in (3,09 m)
- Diện tích cánh: 230 ft² (21,4 m²)
- Trọng lượng rỗng: 4.190 lb (1.900 kg)
- Trọng lượng có tải: 5.400 lb (2.449 kg)
- Động cơ: 1 × Bristol Mercury IX, 840 hp (627 kW)

 Hiệu suất bay 
- Vận tốc cực đại: 275 knot (316 mph, 509 km/h at) trên độ cao 16.000 ft (4.875 m)
- Trần bay: 32.500 ft [2] (9.910 m)
- Tải trên cánh: 23,5 lb/ft² (88,8 kg/m²)
- Công suất/trọng lượng: 0,156 hp/lb (0,256 kW/kg)

Trang bị vũ khí

- Súng: 8 súng máy Browning 0.303-in (7,7-mm)